# Strach na wróble

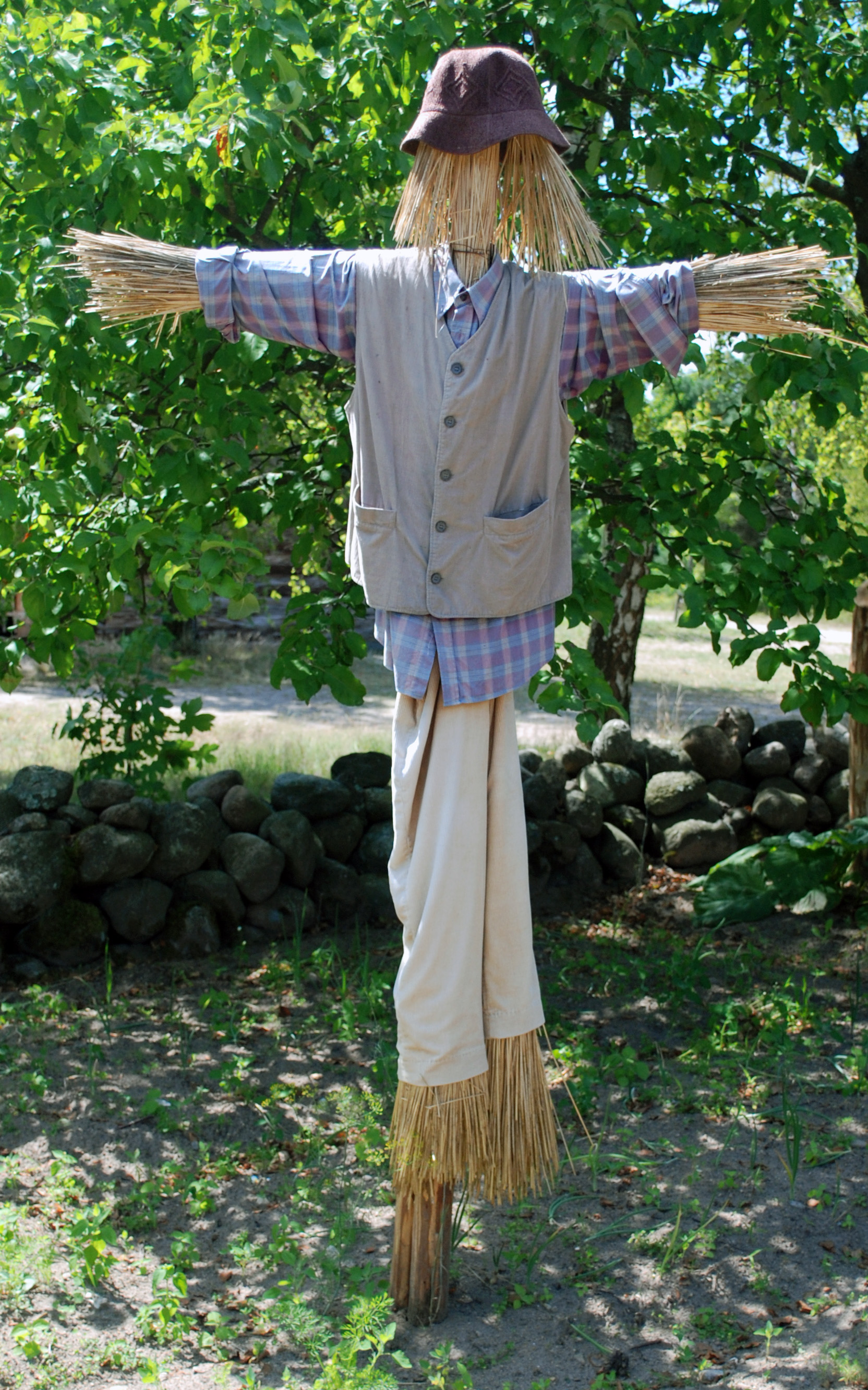
Strach na wróble z Kaszubskiego Parku Etnograficznego we Wdzydzach

Strach na wróble – w formie tradycyjnej jest to manekin używany do odstraszania ptaków z pól uprawnych i sadów (np. wróbli i szpaków). Ptaki na polach wyjadają świeżo wysiane nasiona, młode siewki oraz ziarno z dojrzałych kłosów, a w sadach owoce.
Nowoczesne strachy na wróble rzadko mają ludzkie kształty, w szczególności mogą to być błyszczące paski folii aluminiowej lub specjalne automatyczne strzelby hukowe, działające na propan.
Od 1995 w Sołonce w Polsce przy regionalnym muzeum działa „Muzeum Strachów Polnych”, którego zbiory w 2011 liczyły 120 eksponatów etnograficznych; kustosz muzeum jest autorem książki o historii i regionalnym zróżnicowaniu tradycji tworzenia strachów na wróble.